# Vinicka (Prijepolje)
Vinicka (em cirílico: Виницка) é uma vila da Sérvia localizada no município de Prijepolje, pertencente ao distrito de Zlatibor. A sua população era de 363 habitantes segundo o censo de 2011.

## Demografia
| 1948 | 1953 | 1961 | 1971 | 1981 | 1991 | 2002 | 2011 |
| ---- | ---- | ---- | ---- | ---- | ---- | ---- | ---- |
| 261  | 280  | 349  | 397  | 456  | 485  | 474  | 363  |